# Журавка (археологічна пам'ятка)
Журавка — археологічна пам'ятка, що складається з комплексу археологічних розкопок поселення і могильника черняхівської культури 3—4 століття.

## Розташування
Розташована у Городищенському районі Черкаської області в басейні річки Вільшанка (притока Дніпра) за 1,3 км на південь від села Журавка.

## Історія дослідження
Поселення і могильник виявлені Юрієм Кухаренком 1956, досліджувалися Ерастом Симоновичем 1959–1963.

## Загальний опис
На поселенні відкрито 33 напівземлянкові житла, 170 господарських ям, кілька вогнищ поза житлами, дві гончарні двоярусні печі та майстерня гончаря.
На могильнику розкопано 124 поховання, головним чином  — тілопокладення різних типів, менше — урнових та ямних трупоспалень. Речовий інвентар складається зі знарядь праці та побутових речей, деталей одягу та прикрас. Серед посуду переважає специфічний гончарний тип, хоча на поселенні присутня значна кількість ліпного посуду, що належить до типів, властивих київській культурі та вельбарській культурі.